# Con cáo và chùm nho
Con cáo và chùm nho là một truyện ngụ ngôn của Aesop. Tại Việt Nam truyện được biết đến qua các bản dịch từ bài thơ ngụ ngôn Le Renard et les Raisins của La Fontaine.

## Cốt truyện
Câu chuyện kể về một con cáo đói sau khi không tìm được cách nào để với tới chùm nho chín treo trên cây đã bỏ cuộc và nói: "Nho còn xanh lắm!"

## Ý nghĩa
Câu chuyện ngụ ngôn minh hoạ khái niệm bất hoà hợp về nhận thức xảy ra khi một người cố gắng đồng thời giữ các ý nghĩ không tương hợp. Sự bất hoà hợp này có thể được làm giảm đi bằng cách thay đổi niềm tin hoặc trạng thái ước muốn, cho dù nó dẫn đến hành vi không hợp lí.
Một mặt khác, câu chuyện khuyên người ta nên từ bỏ những thứ không thuộc về mình, khi đã cố gắng nhưng vẫn không đạt được thì nên chấp nhận từ bỏ

## Các bản dịch sang tiếng Việt
Nguyễn Văn Vĩnh dịch bài thơ với tựa đề Chó sói và giàn nho in trong Thơ ngụ ngôn La Fontaine, Trung Bắc Tân Văn, 1928. Nguyễn Đình dịch với tựa Con cáo và chùm nho in trong Ngụ ngôn chọn lọc La Fontaine, Nhà xuất bản Văn học, 1985. Ngoài ra còn có một số bản dịch của các tác giả khác.

## Thành ngữ
Từ câu chuyện này thành ngữ "nho xanh" hay "nho còn xanh lắm" được sử dụng để nói đến việc cố phủ nhận giả tạo một mong muốn vì không đạt được hoặc chê bai và giả vờ khinh khi những gì mà một người không đạt được.